# Corrente stellare di Helmi
La Corrente stellare di Helmi (o H99 Stream) è una corrente stellare e quanto rimane di una galassia nana satellite disgregata e assorbita dalla forze mareali della Via Lattea.
Fu scoperta nel 1999 da un gruppo di ricerca guidato da Amina Helmi utilizzando i dati raccolti dal satellite Hipparcos. Si calcola che il processo sia avvenuto in un periodo di tempo compreso tra 6 e 9 miliardi di anni fa. Il flusso di stelle è situato ad una distanza minima di 7 kpc e massima di 16 kpc dal centro galattico, e di 13 kpc dal piano galattico.
È formata da stelle vecchie povere di elementi pesanti e ha una massa compresa tra 10 e 100 milioni di masse solari.
Nel 2010 è stato pubblicato un articolo su Science che annunciava la scoperta di un pianeta extrasolare denominato HIP 13044 b orbitante intorno alla stella HIP 13044 situata nella Corrente stellare di Helmi. Sarebbe stato il primo esopianeta di "origine extragalattica". Purtroppo successive osservazioni pubblicate nel 2014 non ne hanno confermato l'esistenza.